# Покровський Михайло Миколайович
Михайло Миколайович Покровський (17 (29) вересня 1868, Москва — 10 квітня 1932, Москва) — історик, засновник й організатор радянської історичної науки, політичний і державний діяч. Член-кореспондент Академії наук (1917), академік АН СРСР (з 12 січня 1929). Кандидат у члени ЦК РСДРП у 1907—1912 роках. Член Центральної контрольної комісії ВКП(б) та член Президії ЦКК ВКП(б) у 1930—1932 роках.

## Біографія
Народився в Москві в родині чиновника. Навчався в другій Московській гімназії. Після закінчення Московського університету (1891) залишений для підготовки до професорського звання по кафедрах російської та загальної історії, учень Василя Ключевського й Павла Виноградова. Вважав себе «легальним марксистом», в історичних творах стояв на позиціях «економічного матеріалізму».
Член РСДРП(б) з квітні 1905 року.
У період революції 1905—1907 входив до складу бойової організації Московського комітету РСДРП. Від 1907 — у Великому князівстві Фінляндському (у складі Російської імперії), із 1909 — в еміграції (Париж, Франція), де займався науковою працею.
Покровський розробляв питання історії Росії для 9-томної «Истории России в XIX в.» (переважно зовнішньої політики) та Енциклопедичного словника Гранат. 1910—12 в Москві була опублікована праця Покровського «Русская история с древнейших времен» (у співавторстві; всього вийшло 8 видань; 1 і 2 видання — в 5-ти томах, наступні — у 4-х). У 2-му томі вміщено окремий розділ (глава 9: Борьба за Украину: 1) Западная Русь; 2) Казацкая революция; 3) Украина под московским владычеством). У книзі стверджувалося, що російські історики-«державники» — не зверталися до історії України, «не вміли вмістити» її «у свою схему російської історії». За твердженням українського діаспорного історика Степана Величенка:
«Його двотомна історія… була одним із небагатьох дореволюційних досліджень, критично налаштованих щодо української політики російського уряду, але найважливішим у ній було те, що вона надавала українському минулому статус самостійної національної історії. Розділ публікації М. Покровського, присвячений ранньомодерній Україні — це справжній прорив, живий приклад того, як відмінний концептуальний підхід, застосований щодо загальнодоступного матеріалу, приводить до радикально відмінної інтерпретації минулого»
Повернувшись у серпні 1917 року до Москви, Покровський поринув у політичну діяльність, був членом штабу Червоної гвардії Замоскворіцького району Москви, узяв активну участь в організації захоплення більшовиками влади в Москві в жовтні — листопаді 1917 року, працював комісаром із закордонних справ Московського військово-революційного комітету.
З 14 (27) листопада 1917 по 29 березня 1918 року — голова виконавчого комітету Московської ради робітничих і солдатських депутатів. Включений до складу делегації на мирні переговори в Брест-Литовськ, став «лівим комуністом». З 19 березня по 10 червня 1918 року — голова Ради народних комісарів Московської області.
З травня 1918 року — заступник народного комісара освіти РСФРР. Покровський керував відділами шкільної політики, науковим, вищих навчальних закладів і одночасно — Державною вченою радою, згодом — Академічною радою, до якої, крім Вченої ради, були включені Головархів й Управління музеями, брав активну участь у створенні робітничих факультетів, Соціалістичної академії, 1921 р. — Інституту червоної професури (1921—1931 рр. — ректор). Із 1922 — голова Центрального архівного управління, від 1924 — керівник Російської асоціації науково-дослідних інститутів суспільних наук, від 1925 — голова Товариства істориків-марксистів. У квітні 1931 року Покровського затверджено директором Інституту історії Комуністичної академії.
Помер 10 квітня 1932 року в Москві. Похований біля Кремлівської стіни на Красній площі Москви.

## Нагороди
- орден Леніна

## Після смерті
Після смерті Покровського певний час продовжували видаватися його твори (зокрема, вийшло 5 посмертних видань «Русской истории в самом сжатом очерке»), а критика на його адресу здебільшого не виходила за межі наукової дискусії. Із посиленням культу особи Й.Сталіна вона набувала дедалі більш замовного й звинувачувального характеру (наприклад, видання Інституту історії АН СРСР «Против исторической концепции М. Н. Покровского» (1939), «Против антимарксистской концепции М. Н. Покровского»; 1940). У роки Великої вітчизняної війни Радянського Союзу 1941—45 під гаслом «критики поглядів Михайла Покровського» проглядалася тенденція реабілітувати концепції російської «державницької» історіографії.